# Nolaneae
Nolaneae, biljni tribus iz porodice krumpirovki ili pomoćnica. Sastoji se od 3 roda. Tipični je Nolana s kojih 70 vrsta na Andskom području Južne Amerike. Rod Lycium ponekad je uključivan u tribus Lycieae., a Sclerophylax s nedodijeljenim tribusom.
Kao porodica Nolanaceae Bercht. & J. Presl, opisan je u Prirozenosti Rostlin 244. 1820. (Jan-Apr 1820)

## Rodovi
1. Sclerophylax Miers (14 spp.)
2. Nolana L.f. (69 spp.)
3. Lycium L. (100 spp.)